# Heidi Klum
Pour les articles homonymes, voir Klum.
Heidi Klum (en anglais : [ˈhaɪdi klʌm], en allemand : [ˈhaɪ̯diː klʊm]), est un mannequin, une animatrice et actrice germano-américaine, née le 1er juin 1973 à Bergisch Gladbach, alors en Allemagne de l'Ouest. En 2010, elle fait partie des mannequins les plus célèbres du monde.

## Biographie

### Enfance et adolescence

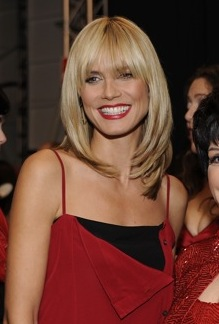
Heidi Klum en 2008.

Heidi Klum est née à Bergisch Gladbach, une ville d'Allemagne située en Rhénanie-du-Nord-Westphalie. Elle a été élevée par ses deux parents. Son père Günther Klum travaillait dans une entreprise de cosmétique et sa mère était coiffeuse. Elle a un frère ainé (né en 1968), prénommé Michael, qui exerce le métier de conducteur de bus.
Comme elle le raconte elle-même : « En 1991, mon amie Karin m'a convaincue de remplir un bulletin trouvé dans un magazine : je me suis inscrite pour le concours national Model 92, où les personnes choisies devaient passer dans Gottschalk, une émission télévisée allemande présentée par Thomas Gottschalk, animateur comparable à David Letterman ou à Jay Leno aux États-Unis ». 

Choisie parmi 25 000 participants, Heidi Klum remporte le concours le 29 avril 1992 et se voit offrir un contrat de mannequin d'un montant de 300 000 US$. Quelques mois plus tard, après avoir empoché son diplôme de fin d'études secondaires, elle décide de ne pas entrer à l'école de stylisme et préfère signer le contrat qui lui est proposé.

### Mannequin et actrice
Heidi Klum fait la couverture des plus célèbres magazines de mode, dont Vogue, Elle et Marie Claire, mais elle acquiert une réelle notoriété après avoir fait la couverture de Sports Illustrated Swimsuit Issue et surtout après sa collaboration avec Victoria's Secret. Elle devient l'un des top models de l'agence Metropolitan models et représente des marques telles que McDonald's, Braun, H&M, Liz Claiborne… Elle apparaît régulièrement à l'écran dans des séries télévisées (Spin City, Sex and the City, How I Met Your Mother, Malcolm, Desperate Housewives ou encore Yes Dear (en)) ou des longs métrages (Zoolander,
Le diable s'habille en Prada, Dangereuse Séduction) dans lesquels elle joue généralement son propre rôle. Elle décroche également quelques petits rôles (un mannequin de mauvaise humeur dans le film Coup de peigne, une géante dans Ella au pays enchanté) et fait partie de la distribution de Moi, Peter Sellers dans le rôle d'Ursula Andress.
En juillet 2007, le magazine américain Forbes la place en troisième position de son classement des « quinze mannequins les mieux payées » avec des revenus annuels estimés à huit millions de dollars.
Le 26 novembre 2007, elle apparaît également en guest star dans un épisode de la série How I Met Your Mother avec les mannequins de Victoria's Secret : Adriana Lima, Selita Ebanks, Marisa Miller, Miranda Kerr et Alessandra Ambrósio. Elle est aussi partie prenante du jeu vidéo 007 : Quitte ou double en 2004 où elle incarne le docteur Nadanova au service du mal et au service de Nicolai Diavolo (Willem Dafoe).
Selon un classement publié le 16 septembre 2011 par l'éditeur de logiciel antivirus McAfee, Heidi Klum serait la personnalité qui ferait le plus courir de risques de toutes sortes sur Internet lorsqu’on tape son nom dans un moteur de recherche ; elle a alors détrôné Cameron Diaz dans ce classement singulier.

### ÉmissionProjet haute couture
En décembre 2004, Heidi Klum devient animatrice et membre du jury de l'émission de téléréalité Projet haute couture sur la chaîne américaine câblée Bravo, dans laquelle des stylistes sont en compétition, et où le vainqueur a la possibilité de présenter sa ligne de vêtements et gagne une somme d’argent pour démarrer sa propre ligne de vêtements de mode. Pour chacune des trois premières saisons de cette émission, Heidi Klum a été nommée aux Emmy Awards.

### Ligne de vêtements
Heidi Klum a conçu sa propre ligne de vêtements (comprenant une ligne pour enfants) qui a été incluse dans le catalogue de vente par correspondance de mode allemand Otto. Elle a aussi conçu des chaussures pour Birkenstock, des bijoux pour Mouawad et des maillots de bain présentés en 2002 dans Sports Illustrated Swimsuit Issue, et qui furent disponibles à la vente pour un temps limité sur son site web personnel. Elle a été notamment l'une des créatrices de la ligne de lingerie de Victoria's Secret. Sa collection de bijoux chez Mouawad fait ses débuts sur le réseau câblé QVC le 14 septembre 2006, dont quatorze modèles sur seize furent en rupture de stock après seulement 36 minutes d'antenne. Une deuxième ligne de sa collection de bijoux débute le 14 avril 2007 avec le même succès.

### Jouets
En 2009, pour fêter les 50 ans de la poupée Barbie, une poupée Heidi Klum, avec des sous-vêtements peints, est produite portant une mini robe à sequins.

### America's Got Talent
En 2013, pour la saison 8 d'America's Got Talent, Klum est membre du jury aux côtés de Howie Mandel, Howard Stern et Mel B. En 2019, elle est remplacée par Julianne Hough avant d'annoncer qu'elle fera de nouveau partie du jury pour la saison 14.

### Queen of Drags
Le 14 novembre 2019, Heidi Klum est membre du jury dans la future émission Queen of Drags aux côtés du chanteur autrichien Conchita Wurst et son beau-frère chanteur allemand Bill Kaulitz. Il est prévu que l'émission soit diffusée sur la chaîne TV allemande ProSieben.

### Making the cut
Pour 2020, il est prévu que Klum soit la co-réalisatrice et la présentatrice de l'émission Making the Cut (en) sur Prime Video (d’Amazon) aux côtés de Tim Gunn. Le futur jury doit se composer de Naomi Campbell, Nicole Richie, Carine Roitfeld, Joseph Altuzarra et de Chiara Ferragni.

### Philanthropie et engagement humanitaire
Le 30 avril 2011, Klum dirige le « Walk for Kids », une marche communautaire de cinq kilomètres visant à collecter des fonds dans le cadre des efforts de sensibilisation de la communauté de « l'hôpital pour enfants » de Los Angeles. En mai 2014, elle reçoit le Crystal Cross Award de la Croix-Rouge américaine pour son œuvre caritative, notamment pour sa contribution à la Croix-Rouge après le passage de l'ouragan Sandy. Le 11 août 2018, elle est présente à la soirée du Gala de l'Unicef à Porto Cervo, en Sardaigne aux côtés de son futur époux, le musicien allemand Tom Kaulitz,. Le 24 février 2019, ils sont aussi présents à la soirée de charité de l'association d'Elton John qui lutte contre le sida, à l’occasion des Oscars 2019 à Los Angeles,. Ils sont également vus au gala de l’AmfAR au profit d'une soirée qui reverse des dons destinés à la lutte contre le sida à Paris,.  
En octobre 2012, Heidi Klum effectue un voyage en Haïti avec l’Unicef, dont elle est ambassadrice de bonne volonté, pour participer à la lutte contre les conséquences du passage de la tempête tropicale Sandy. Pendant son séjour en Haïti, elle rend aussi visite à un certain nombre de programmes soutenus par l'Unicef aidant les enfants à récupérer du séisme dévastateur de 2010, notamment :
- un dispensaire où mères et enfants reçoivent des aliments enrichis spéciaux pour réduire la malnutrition ;
- l'unité néonatale d’un hôpital de Port-au-Prince ;
- un espace parrainé par l’Unicef où les enfants peuvent recevoir un soutien psychosocial[20],[21],[22].

Heidi Klum effectue également un voyage à Bénarès en Inde en 2015 et y visite une école soutenue par l'Unicef, où elle rencontre des filles qui font office de guides pour leur communauté, école dans laquelle sont enseignés des programmes de l'Unicef pour l’eau, l'assainissement et l’hygiène (WASH) notamment des mains.
Heidi Klum visite aussi une unité de soins pour nouveau-nés malades, un centre de rééducation nutritionnelle et un dispensaire pour enfants, où elle aide à peser un bébé et à lui administrer des gouttes de vaccination contre la poliomyélite.
Enfin, elle rencontre un groupe d'adolescentes, d'éducateurs pairs et de mères associées à une initiative appuyée par l'Unicef visant à donner aux femmes et aux filles indiennes les moyens de lutter contre la violence sexiste, de gérer la santé reproductive, de rompre la culture du silence concernant l'hygiène menstruelle et d'accroître l'accès au système de justice,,.

### Musique
Le 17 novembre 2006, Heidi Klum fait ses débuts dans le domaine musical avec le titre Wonderland : les fonds récoltés sont reversés à une association caritative pour enfants de sa ville natale, Bergisch Gladbach. Le titre se classe en 13e position en Allemagne. La même année, elle sort son unique album composé de la même chanson avec trois versions différentes, sous le label Warner Music Germany. En 2007, elle chante en compagnie de son époux de l’époque, le chanteur britannique Seal, sur le titre Wedding Day pour la promotion de la firme automobile Volkswagen : la chanson est présente sur l'album System (album) (en). 
En 2012, Heidi Klum chante au profit de l'association Unicef sur le titre Y.M.C.A. (reprise de Village People) aux côtés de l'acteur américain Tom Hanks et de l'actrice américaine Rita Wilson. En 2014, elle chante It's Raining Men (reprise de The Weather Girls) aux côtés de la chanteuse britannique Mel B et du personnage Miss Piggy dans l'émission America's Got Talent,. Le 31 octobre 2015, elle chante Why Don't You Do Right (reprise de Peggy Lee), pendant la période d'Halloween. Le 20 décembre 2016, elle chante Santa Baby (reprise de Eartha Kitt) avec l'artiste italo-américain Sal Valentinetti dans l'émission America's Got Talent pour les fêtes de fin d'année. La même année, elle chante sur le titre Chandelier (reprise de Sia) et Shake It Off (reprise de Taylor Swift) aux côtés du chanteur américain Josh Groban et de l'humoriste anglais James Corden, dans l'émission The Late Late Show.
En 2022, elle fait son retour à la musique en sortant un nouveau single avec le rappeur américain Snoop Dogg,.

## Vie privée

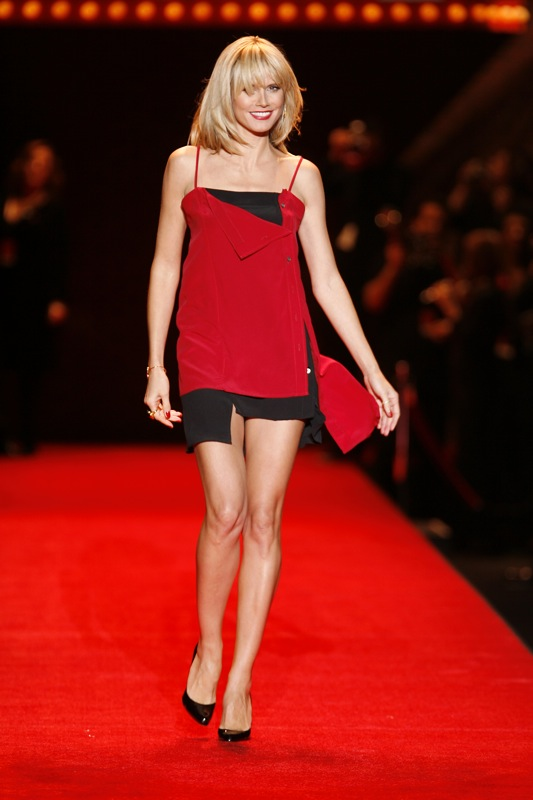
Heidi Klum, pour un défilé de bienfaisance, en janvier 2008.

Heidi Klum épouse le styliste et acteur australien, Ric Pipino en 1997. Le couple divorce en 2002. Ensuite, elle a une brève relation avec le leader du groupe américain Red Hot Chili Peppers, Anthony Kiedis, puis avec le patron d'écurie de Formule 1, Flavio Briatore.
À l'automne 2003, alors que Heidi Klum annonce être enceinte de Briatore, celui-ci est photographié flirtant avec Fiona Swarovski (it). Le couple Klum-Briatore rompt peu de temps après.
Début 2004, alors enceinte de cinq mois, Klum rencontre le chanteur britannique Seal, puis donne naissance le 4 mai 2004 à New York, à la fille biologique de Briatore, Leni Olumi Klum surnommée Leni : cinq ans plus tard, l’enfant est officiellement adoptée par Seal.
Le couple Klum-Seal se marie le 10 mai 2005 sur une plage au Mexique, mais se sépare en janvier 2012.
Heidi Klum et Seal ont ensemble trois autres enfants, deux fils et une fille.
Quelques mois après sa séparation d’avec Seal, Heidi Klum se met en couple avec son garde du corps Martin Kristen. Ils rompent cependant en janvier 2014 après un an et demi de fréquentation. Elle a ensuite une relation avec le marchand d'art américain Vito Schnabel, de 2014 à 2017.
Début 2018 Heidi Klum et un musicien du groupe Tokio Hotel, Tom Kaulitz, sont aperçus ensemble à plusieurs reprises,, notamment au gala de l'amfAR à Cannes,,. Le couple se marie le 22 février 2019 à Los Angeles.

## Animation d’émissions
- 2004-2016 : Projet haute couture (Project Runway), sur Bravo et Lifetime : animatrice, également productrice exécutive
- depuis 2006 : Germany's Next Topmodel, sur ProSieben : juge / animatrice
- 2009-2010 : Models of the Runway (en), sur Lifetime : animatrice
- 2011 : Seriously Funny Kids (en), sur Lifetime : animatrice
- 2013-2020 : America's Got Talent, sur NBC : juge
- 2019 : Queen of Drags (1ère saison), sur ProSieben : juge
- 2020 : Making the Cut (en), sur Prime Video : co-réalisatrice  / animatrice

## Filmographie

### Cinéma
- 1987 : Die weibliche Kampfmaschine de Parviz Khosrawi : Alexa
- 1998 : Studio 54 (54) de Mark Christopher : VIP Patron
- 2001 : Coup de peigne (Blow Dry) de Paddy Breathnach : Jasmine
- 2001 : Zoolander de Ben Stiller : elle-même
- 2004 : Ella au pays enchanté / Ella l'ensorcelée (Ella Enchanted) de Tommy O'Haver : Brumhilda
- 2004 : Moi, Peter Sellers (The Life and Death of Peter Sellers) de Stephen Hopkins : Ursula Andress
- 2006 : Le Diable s'habille en Prada (The Devil Wears Prada) de David Frankel : elle-même
- 2007 : Dangereuse Séduction / Parfait Inconnu (Perfect Stranger) de James Foley : l'animatrice de la fête Victoria's Secrets
- 2011 : La Revanche du Petit Chaperon rouge (Hoodwinked too! Hood vs Evil) de Mike Disa : Heidi (voix originale)
- 2013 : Mademoiselle C. de Richard Ciupka : elle-même
- 2015 : Taylor Swift: The 1989 World Tour Live de Jonas Åkerlund : elle-même
- 2016 : Roxanne Lowit Magic Moments d'Yvonne Sciò : elle-même
- 2018 : Ocean's 8 : elle-même
- 2018 : Arctic Dogs de Aaron Woodley (en) : Jade / Bertha (animation, voix)

### Télévision
- 1998 : The Larry Sanders Show : elle-même (saison 6, épisode 8)
- 1998-1999 : Spin City : elle-même (sept épisodes - saisons 3 et 4)
- 2000 : Mon ex, mon coloc et moi (The Weber Show) : elle-même (saison 1, épisode 6)
- 2001 : Sex and the City : elle-même (saison 4, épisode 2)
- 2002 : Malcolm (Malcolm in the Middle) : la joueuse de hockey (saison 3, épisode 11)
- 2002 : Oui, chérie ! (Yes, Dear) : elle-même (saison 3, épisode 9)
- 2003 : Les Experts : Miami (CSI: Miami) : elle-même (saison 2, épisode 1)
- 2007 : How I Met Your Mother : elle-même (saison 3, épisode 10)
- 2010 : Desperate Housewives : elle-même (saison 6, épisode 17)
- 2013 : Parks and Recreation : Ulee Danssen (deux épisodes - saison 6, épisodes 1 et 2)
- 2015 : Littlest Pet Shop : Heidi (animation, voix originale - saison 3, épisodes 25 et 26)
- 2016 : Love Advent : elle-même

## Livres
- 2004 : Heidi Klum's Body of Knowledge: 8 Rules of Model Behavior (to Help You Take Off on the Runway of Life)
- 2011 : Project Life

## Discographie

### Singles
- 2006 : Wonderland (en)
- 2007 : Wedding Day ft. Seal
- 2022 : Chai Tea with Heidi ft. Snoop Dogg et WeddingCake
- 2024 : Sunglasses at Night

### Reprises
- 2012 : Y.M.C.A. ft. Tom Hanks et Rita Wilson  (reprise de Village People)
- 2014 : It's Raining Men ft. Mel B et Miss Piggy (reprise de The Weather Girls)
- 2015 : Why Don't You Do Right (reprise de Peggy Lee)
- 2016 : Santa Baby ft. Sal Valentinetti (reprise de Eartha Kitt)
- 2016 : Chandelier ft. Josh Groban et James Corden (reprise de Sia)
- 2016 : Shake It Off ft. Josh Groban et James Corden (reprise de Taylor Swift)

### Clips vidéos
- 2007 : Love Foolosophy (en) de Jamiroquai
- 2011 : Secret de Seal
- 2015 : Fire Meet Gasoline de Sia
- 2019 : Chateau de Tokio Hotel

## Jeux vidéo
- 2004 : 007 : Quitte ou double : Katya Nadanova (voix originale, capture de mouvement et physique)

## Nominations et récompenses
| Année | Cérémonie                                  | Catégorie                                                                                | Travail                 | Résultats  | Ref.   |
| ----- | ------------------------------------------ | ---------------------------------------------------------------------------------------- | ----------------------- | ---------- | ------ |
| 2005  | Primetime Emmy Awards                      | Programme Réalité - Concurrence exceptionnel                                             | Projet haute couture    | Nomination | [ 49 ] |
| 2006  | Primetime Emmy Awards                      | Programme Réalité - Concurrence exceptionnel                                             | Projet haute couture    | Nomination | [ 49 ] |
| 2007  | Primetime Emmy Awards                      | Programme Réalité - Concurrence exceptionnel                                             | Projet haute couture    | Nomination | [ 49 ] |
| 2007  | Prix de la télévision allemande (de)       | Meilleur programme de divertissement/meilleur animateur d'un programme de divertissement | Germany's Next Topmodel | Nomination | [ 50 ] |
| 2008  | Prix de la télévision allemande (de)       | Meilleur programme de divertissement/meilleur animateur d'un programme de divertissement | Germany's Next Topmodel | Nomination | [ 51 ] |
| 2008  | Online Film & Television Association Award | Meilleur animateur ou interprète d'un jeu, d'une réalité ou d'une compétition            | Project Runway          | Nomination |        |
| 2008  | Teen Choice Awards                         | Personnalité TV de choix                                                                 | Project Runway          | Nomination | [ 52 ] |
| 2008  | Primetime Emmy Awards                      | Programme Réalité - Concurrence exceptionnel                                             | Project Runway          | Nomination | [ 49 ] |
| 2008  | Primetime Emmy Awards                      | Hôte exceptionnel pour un programme Réalité ou Réalité - Concours                        | Project Runway          | Nomination | [ 49 ] |
| 2009  | Primetime Emmy Awards                      | Programme Réalité - Concurrence exceptionnel                                             | Project Runway          | Nomination | [ 49 ] |
| 2009  | Primetime Emmy Awards                      | Animateur exceptionnel pour un programme de réalité ou de réalité - Compétition          | Project Runway          | Nomination | [ 49 ] |
| 2010  | Primetime Emmy Awards                      | Programme Réalité - Concurrence exceptionnel                                             | Project Runway          | Nomination | [ 49 ] |
| 2010  | Primetime Emmy Awards                      | Animateur exceptionnel pour un programme de réalité ou de réalité - Compétition          | Project Runway          | Nomination | [ 49 ] |
| 2011  | Primetime Emmy Awards                      | Programme Réalité - Concurrence exceptionnel                                             | Project Runway          | Nomination | [ 49 ] |
| 2012  | Primetime Emmy Awards                      | Programme Réalité - Concurrence exceptionnel                                             | Project Runway          | Nomination | [ 49 ] |
| 2013  | Primetime Emmy Awards                      | Programme Réalité - Concurrence exceptionnel                                             | Project Runway          | Nomination | [ 49 ] |
| 2013  | Primetime Emmy Awards                      | Animateur exceptionnel pour un programme de réalité ou de réalité - Compétition          | Project Runway          | Lauréat    | [ 49 ] |
| 2014  | Primetime Emmy Awards                      | Programme Réalité - Concurrence exceptionnel                                             | Project Runway          | Nomination | [ 49 ] |
| 2014  | Primetime Emmy Awards                      | Animateur exceptionnel pour un programme de réalité ou de réalité - Compétition          | Project Runway          | Nomination | [ 49 ] |
| 2015  | Primetime Emmy Awards                      | Programme Réalité - Concurrence exceptionnel                                             | Project Runway          | Nomination | [ 49 ] |
| 2015  | Primetime Emmy Awards                      | Animateur exceptionnel pour un programme de réalité ou de réalité - Compétition          | Project Runway          | Nomination | [ 49 ] |
| 2016  | Primetime Emmy Awards                      | Programme Réalité - Concurrence exceptionnel                                             | Project Runway          | Nomination | [ 49 ] |
| 2016  | Primetime Emmy Awards                      | Animateur exceptionnel pour un programme de réalité ou de réalité - Compétition          | Project Runway          | Nomination | [ 49 ] |
| 2017  | Primetime Emmy Awards                      | Programme Réalité - Concurrence exceptionnel                                             | Project Runway          | Nomination | [ 49 ] |
| 2017  | Primetime Emmy Awards                      | Animateur exceptionnel pour un programme de réalité ou de réalité - Compétition          | Project Runway          | Nomination | [ 49 ] |